# Trutzhain
Das Dorf Trutzhain ist seit dem 31. Dezember 1970 Stadtteil von Schwalmstadt im nordhessischen Schwalm-Eder-Kreis. 1948 wurde aus dem ehemaligen Kriegsgefangenenlager Stammlager Ziegenhain die Flüchtlingssiedlung Trutzhain. Am 1. April 1951 wurde Trutzhain die damals jüngste hessische Gemeinde.

## Geschichte

### Ursprung als Gefangenenlager
Während des Zweiten Weltkrieges errichtete das NS-Regime auf dem Gebiet des heutigen Trutzhain das Stammlager IX A für Kriegsgefangene (September 1939 bis März 1945). Das Lager bestand zunächst nur aus Zelten, ab Ende 1940 dann aus festen Fachwerk-Baracken für insgesamt 6000 bis 8000 Gefangene. Unter diesen war von 1940 bis 1941 der spätere französische Staatspräsident François Mitterrand.
Sowjetische Kriegsgefangene im StaLag IX A hatten geringe Überlebenschancen. Die meisten starben an Unterernährung und Infektionen. Die Leichen wurden zum Teil im naheliegenden Wald verscharrt. Auf dem später angelegten Waldfriedhof, an der ungefähren Stelle der im Mittelalter wüst gefallenen Siedlung Trutzhain (Wüstung), befindet sich ein Denkmal für die Toten des Lagers.
Nach der Befreiung des Lagers am 30. März 1945 diente das Lager der US-Army zunächst als Civil Internment Camp 95 (CIC 95) zur Unterbringung von Mitgliedern der Waffen-SS, der NSDAP, SA und SS, Wehrmachtssoldaten sowie BDM-Führerinnen. Das Lager bestand bis zum Sommer 1946.
Anfang August 1946 richtete die US-Army in den leerstehenden Baracken das DP-Lager 95-443 Ziegenhain ein. Für die Displaced Persons (DP) wurde es zur Durchgangsstation für die ersehnte Ausreise nach Palästina, Großbritannien, Kanada, Australien, Südamerika oder in die USA. Durchschnittlich belief sich die Belegzahl des DP-Lagers, das Ende November 1947 aufgelöst wurde, auf 2000 Personen. Dem Lager angeschlossen war von 1946 bis 1947 ein TBC-Sanatorium bei Steina, im vormaligen Reichsseminar der Nationalsozialistischen Volkswohlfahrt (NSV) zur Ausbildung von Kindergärtnerinnen und Hortnerinnen, wo seit 1950 die Schulsiedlung Steinatal mit der Melanchthon-Schule besteht.

### Ansichten des ehemaligen Lagers Trutzhain

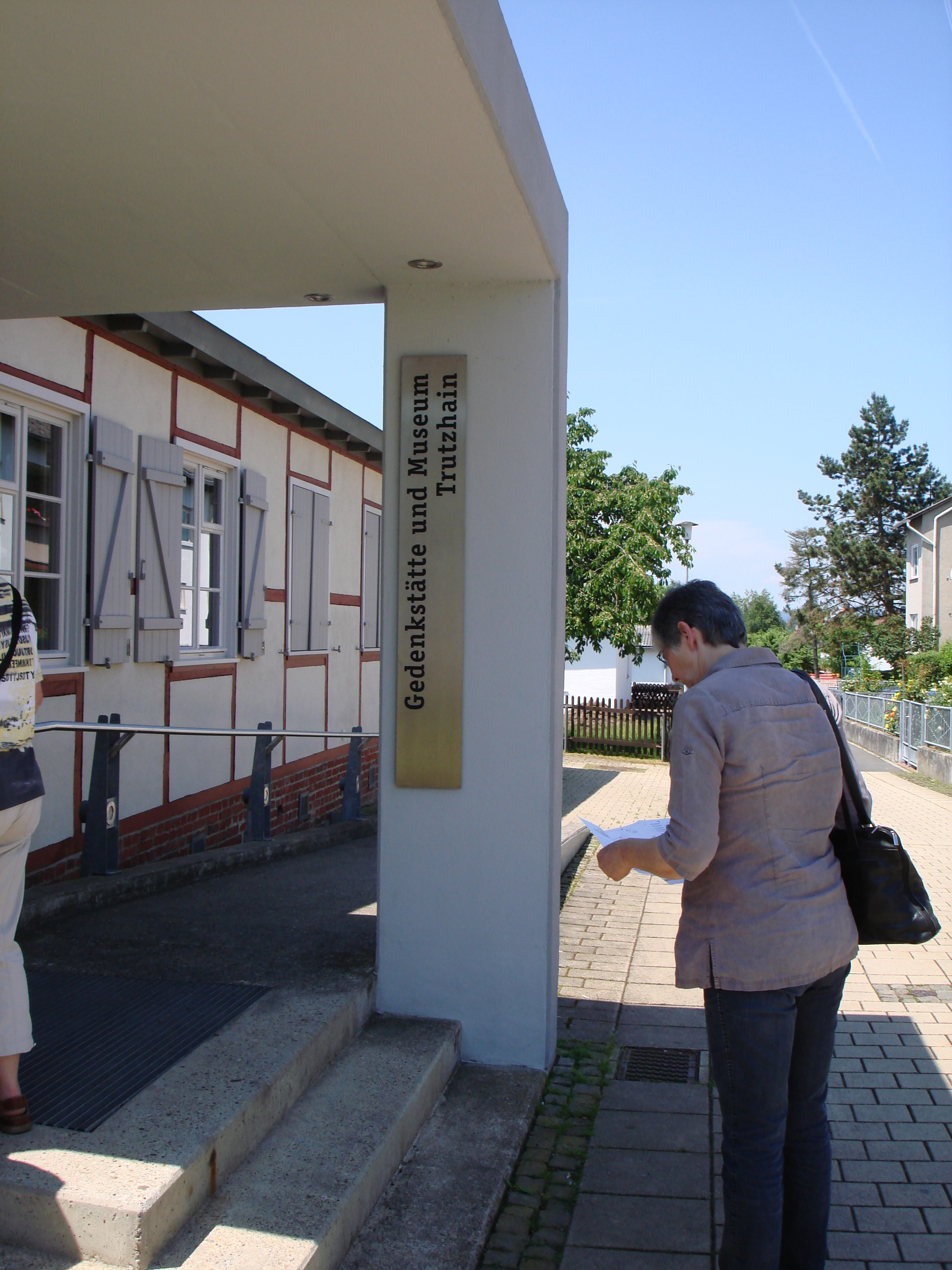
Eingang zur Gedenkstätte
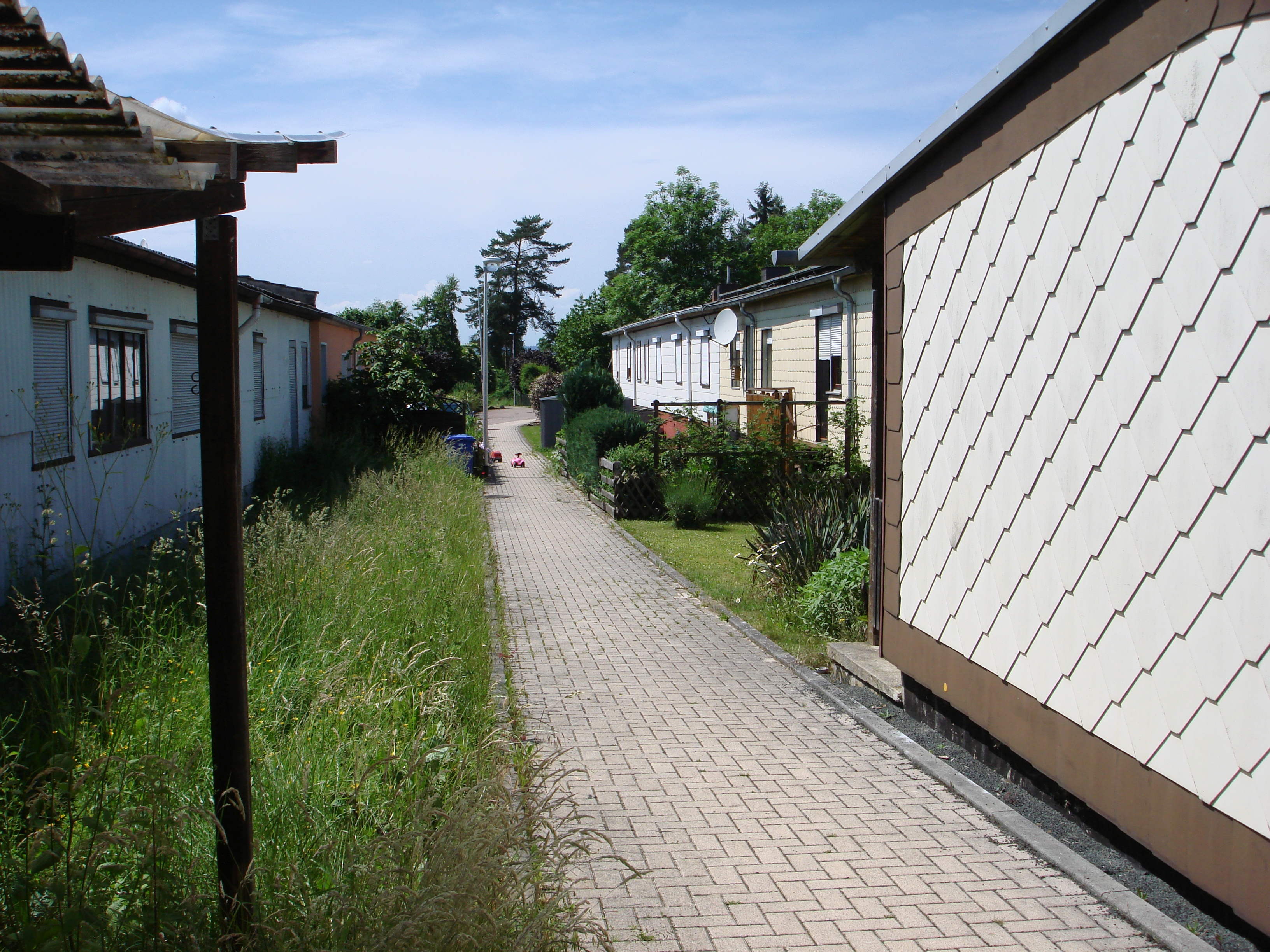
Zwei ehemalige Lagerbaracken, die heute noch als Wohnungen genutzt werden
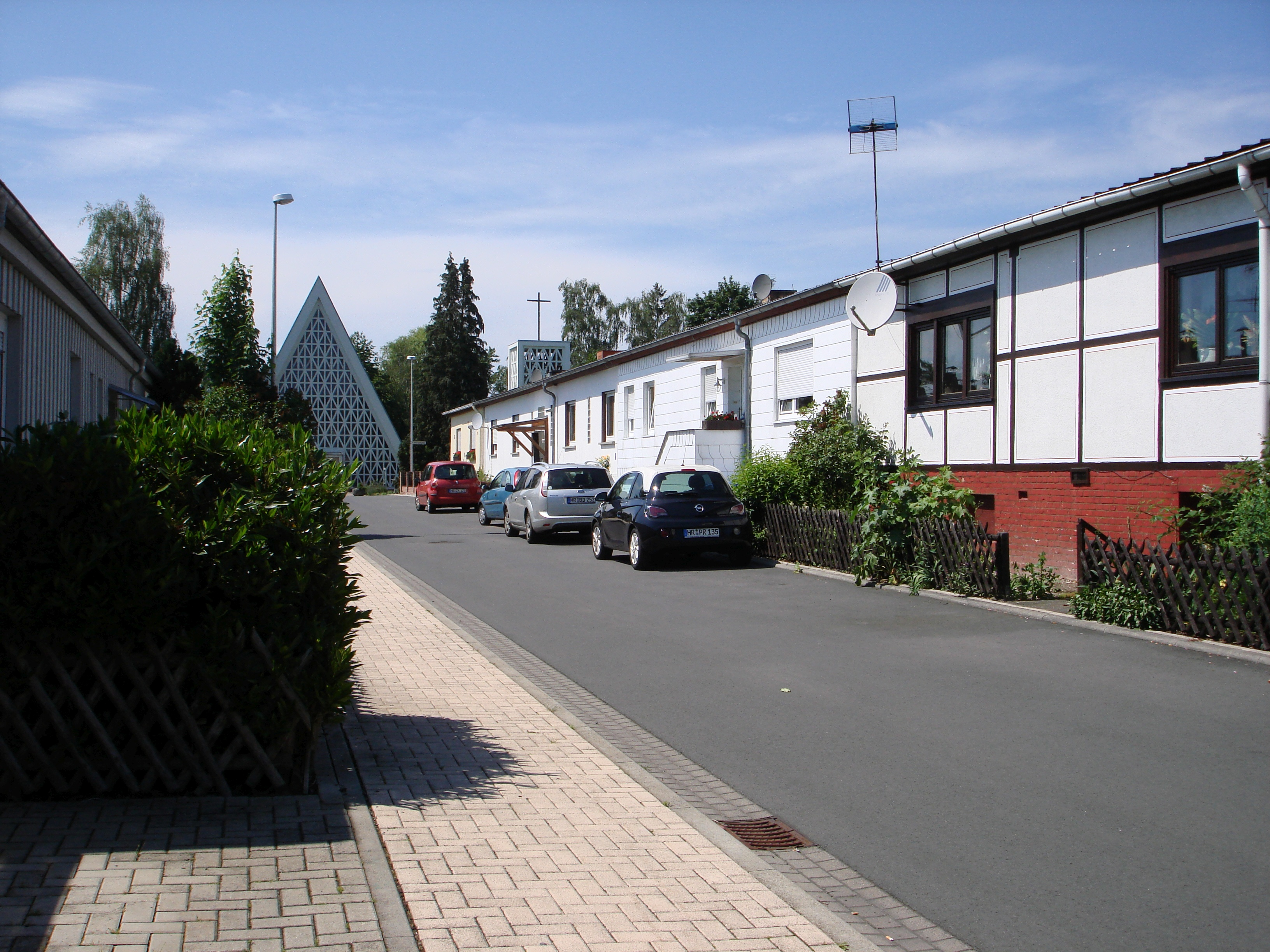
Zwei ehemalige Lagerbaracken, die heute noch als Wohnungen genutzt werden
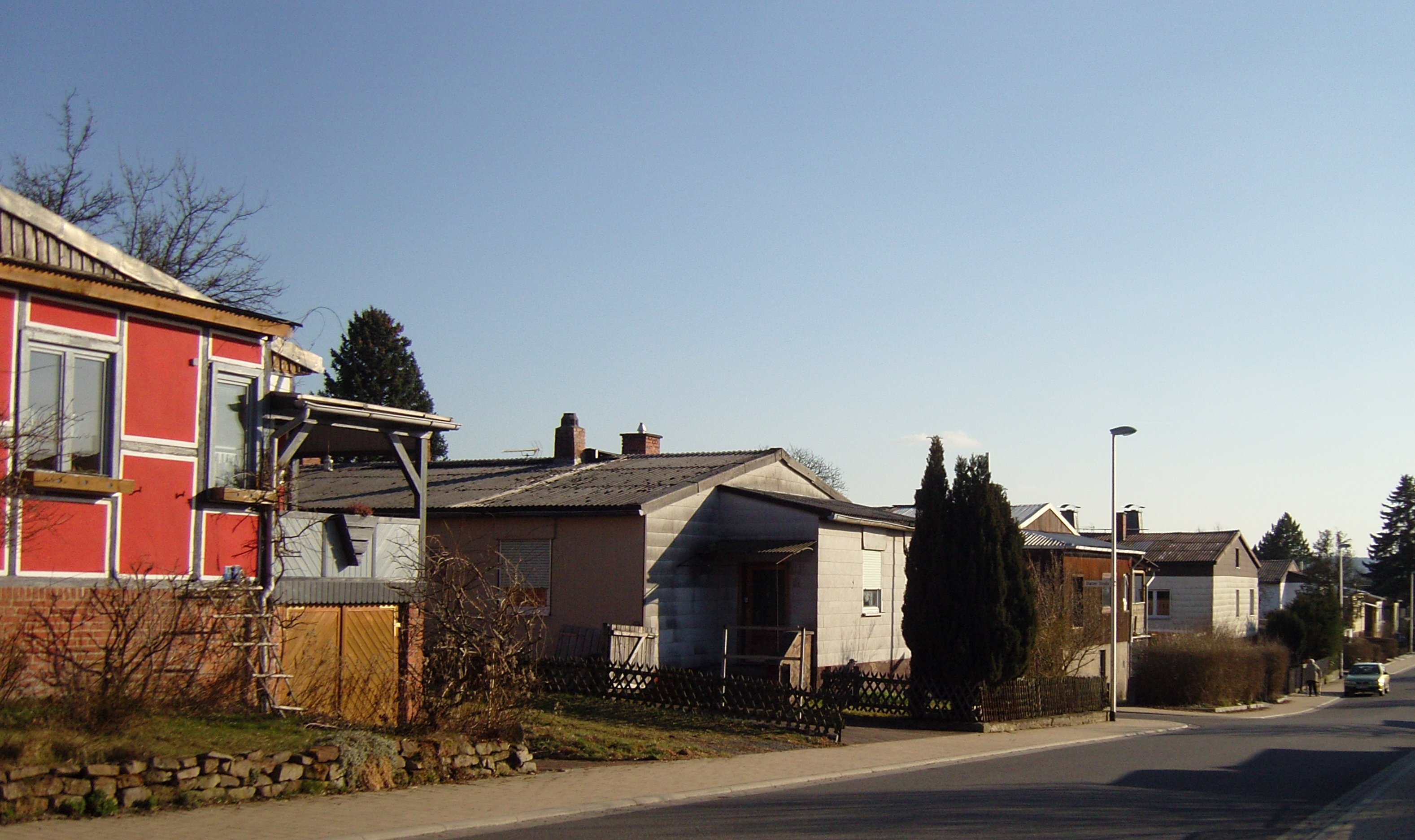
Hauptstraße
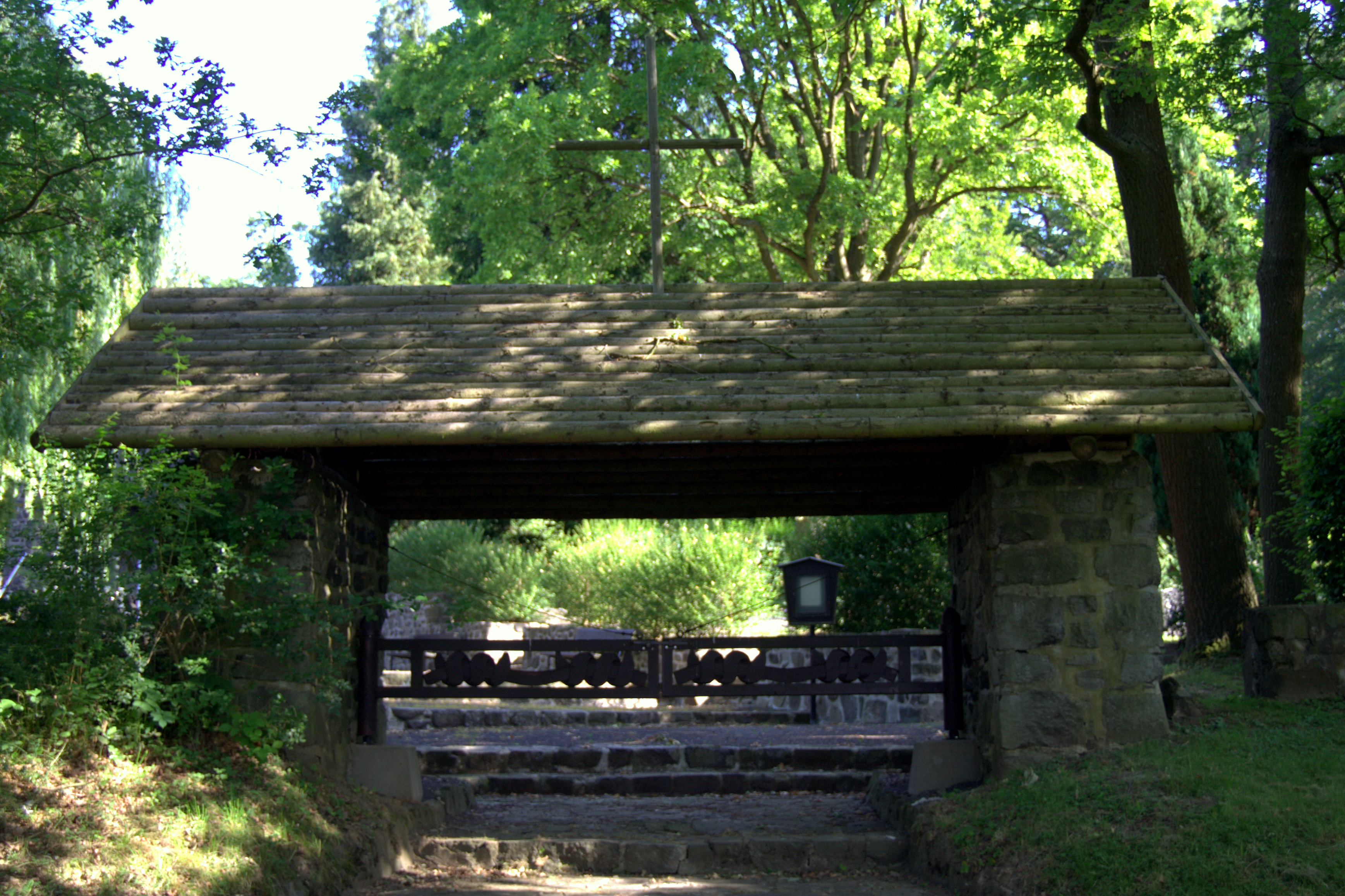
Das Eingangstor zum ehemaligen Friedhof des Stalag IX A Ziegenhain und zum heutigen Gemeindefriedhof Trutzhain
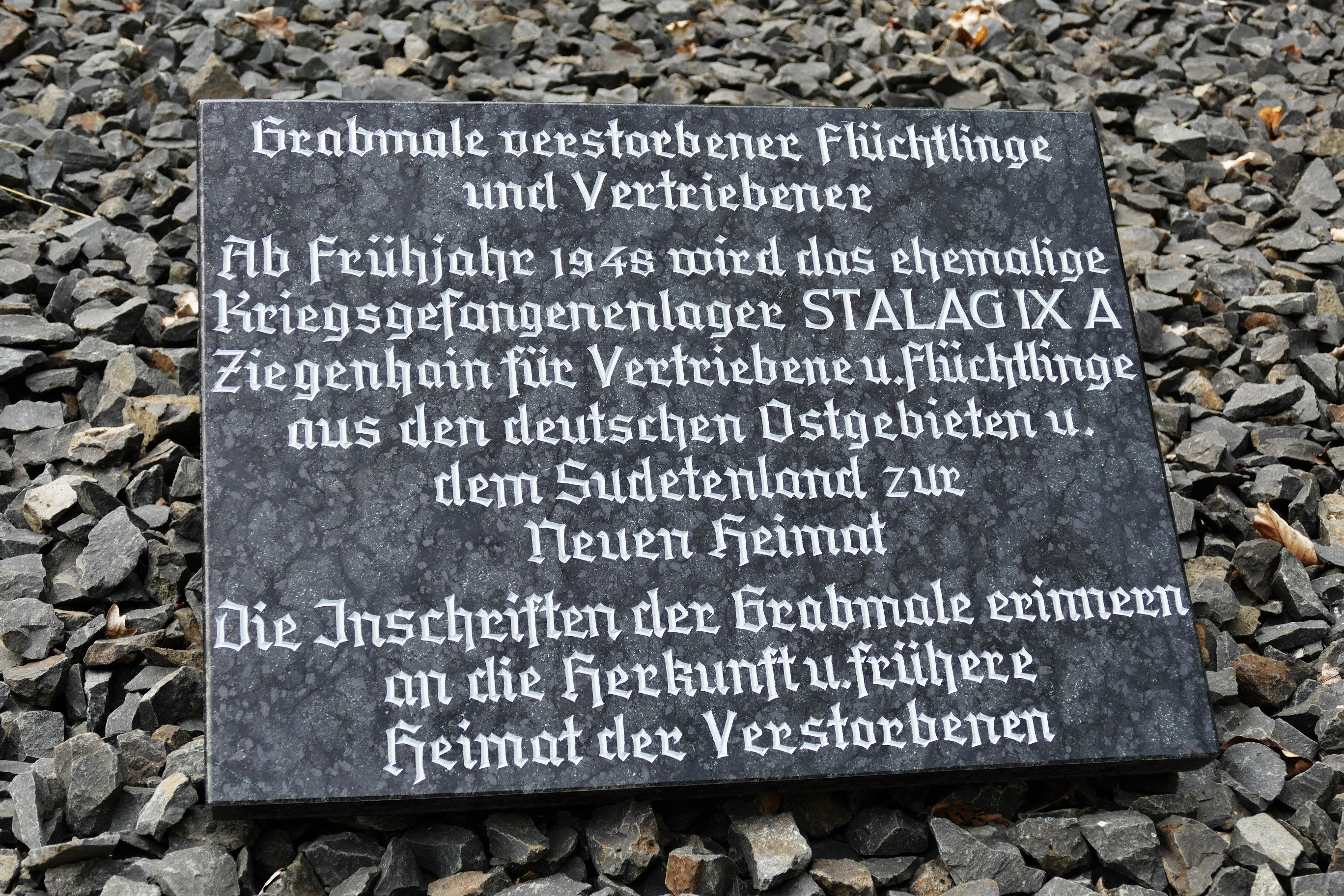
Gedenktafel für die verstorbenen Flüchtlinge auf dem ehemaligen Friedhof des Stalag IX A Ziegenhain und heutigen Gemeindefriedhof
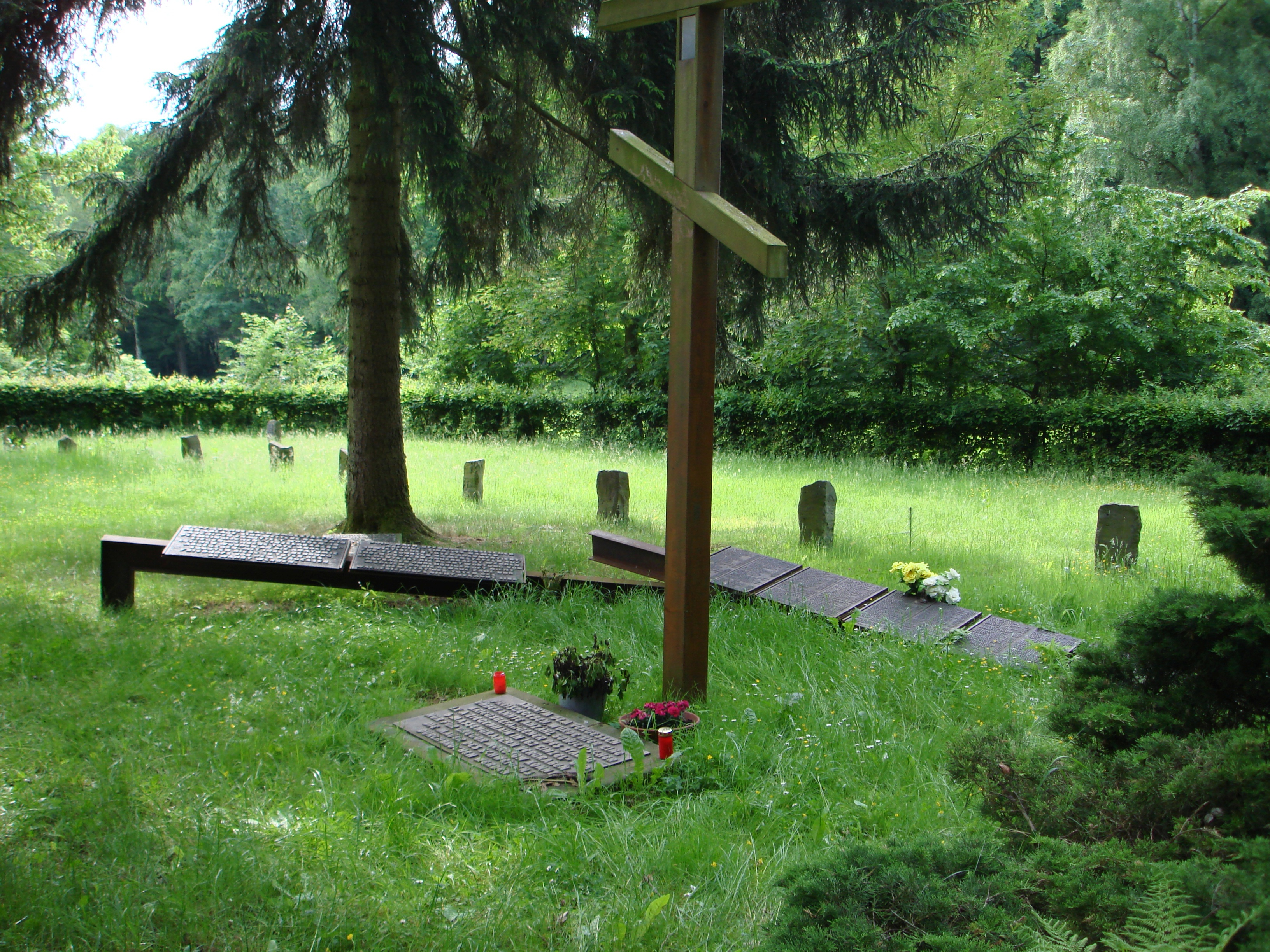
Mahnmal auf dem Waldfriedhof
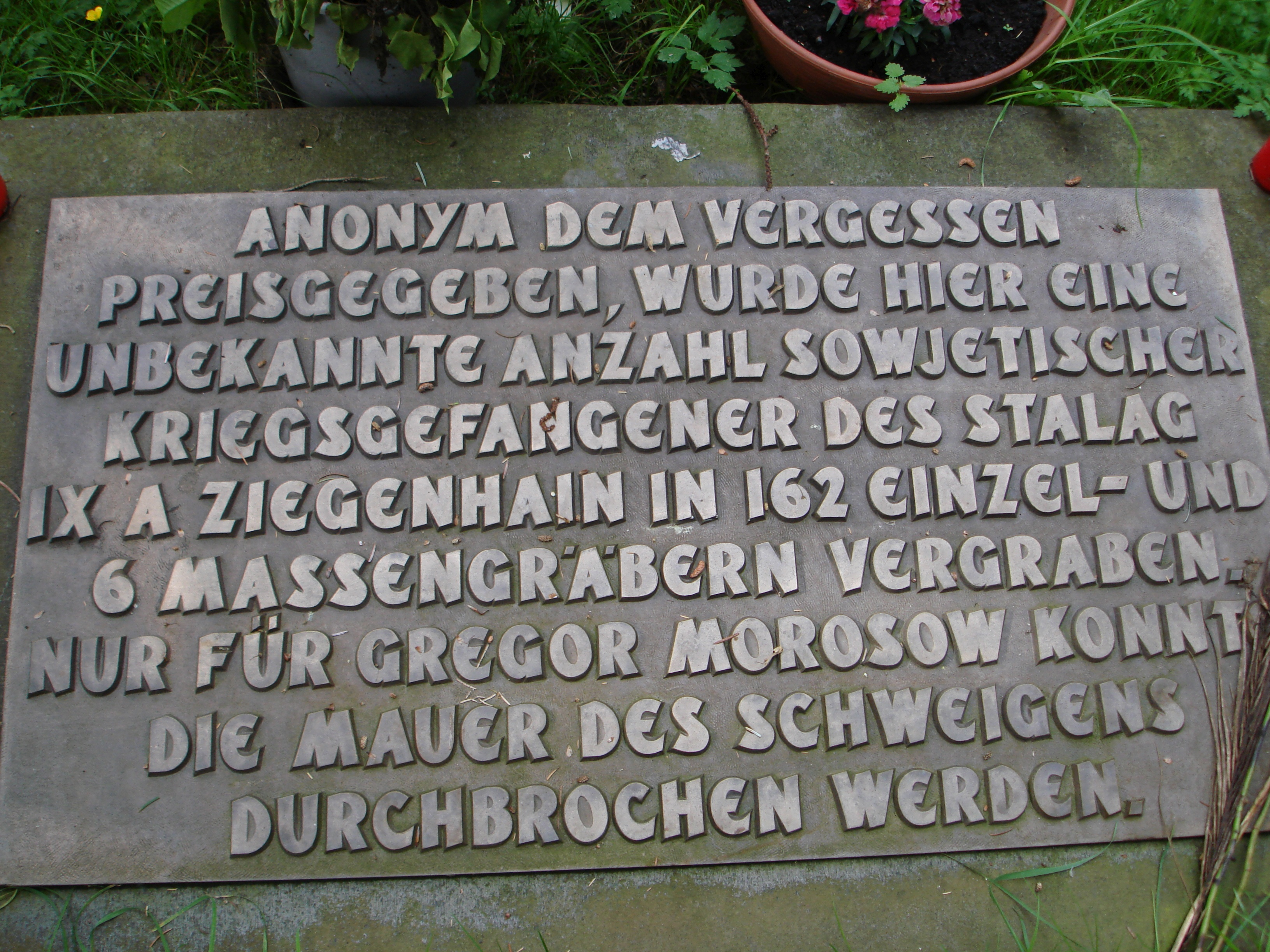
Gedenktafel am Mahnmal auf dem Waldfriedhof

### Gründung des Orts Trutzhain
Im Januar 1948 pachtete der damalige Kreis Ziegenhain das Gelände des ehemaligen STALAG IX A für fünf Jahre, um dort Flüchtlingen und Heimatvertriebenen aus Schlesien, Ostpreußen, Westpreußen, Pommern, dem Sudetenland und anderen Gebieten im Osten eine Unterkunft zu bieten. Im Frühjahr 1948 erfolgten die ersten Einweisungen. Binnen kurzer Zeit entwickelte sich die „Flüchtlingssiedlung“ zu einem florierenden Handwerks-, Gewerbe- und Industriestandort, das erste Gewerbegebiet im Kreis Ziegenhain. Der Ort erhielt den Beinamen „Ruhrpott der Schwalm“, weil die rund 500 Flüchtlinge und Vertriebenen in kürzester Zeit Betriebe gründeten und über 200 Arbeitsplätze schufen.
Zum 1. April 1951 wurde aus dem einstigen Lager eine selbstständige Gemeinde. Ihre Gemarkung, nur 50 Hektar groß, wurde aus einem Teil der Gemarkung Steina gebildet, und benannt wurde sie nach der nahen Wüstung Trutzhain.
Die Hauptstraße der Ortschaft ist noch heute von den ehemaligen Lager-Baracken gesäumt, die nun objektsaniert als Wohnhäuser dienen. Durch ihre Privatisierung an die Heimatvertriebenen wurden die Bauwerke bis heute erhalten. Seit 1983 gibt es in Trutzhain eine Gedenkstätte mit Museum, welche die Vergangenheit des Ortes dokumentiert. Sie wird von einer Historikerin und einer Gruppe Freiwilliger betreut.

### Hessische Gebietsreform
Im Zuge der Gebietsreform in Hessen fusionierten zum 31. Dezember 1970 die beiden Städte Treysa und Ziegenhain mit den umliegenden und zuvor selbständigen Gemeinden Ascherode, Florshain, Frankenhain, Niedergrenzebach, Rommershausen und Trutzhain auf freiwilliger Basis zur neuen Stadt Schwalmstadt. Damit wurde Trutzhain ein Stadtteil von Schwalmstadt. Für die ehemals eigenständigen Städte und Gemeinden von Schwalmstadt wurde je ein Ortsbezirk mit Ortsbeirat und Ortsvorsteher nach der Hessischen Gemeindeordnung gebildet.
Im Jahr 1974 ging der Landkreis Ziegenhain im neugebildeten Schwalm-Eder-Kreis auf.

## Bevölkerung

### Einwohnerstruktur 2011
Nach den Erhebungen des Zensus 2011 lebten am Stichtag, dem 9. Mai 2011, in Trutzhain 744 Einwohner. Darunter waren 9 (1,2 %) Ausländer. Nach dem Lebensalter waren 129 Einwohner unter 18 Jahren, 297 zwischen 18 und 49, 168 zwischen 50 und 64 und 150 Einwohner waren älter. Die Einwohner lebten in 327 Haushalten. Davon waren 87 Singlehaushalte, 111 Paare ohne Kinder und 90 Paare mit Kindern, sowie 27 Alleinerziehende und 12 Wohngemeinschaften. In 69 Haushalten lebten ausschließlich Senioren und in 219 Haushaltungen lebten keine Senioren.

### Einwohnerentwicklung
| Trutzhain: Einwohnerzahlen von 1950 bis 2024      | Trutzhain: Einwohnerzahlen von 1950 bis 2024 | Trutzhain: Einwohnerzahlen von 1950 bis 2024 | Trutzhain: Einwohnerzahlen von 1950 bis 2024 | Trutzhain: Einwohnerzahlen von 1950 bis 2024 |
| ------------------------------------------------- | -------------------------------------------- | -------------------------------------------- | -------------------------------------------- | -------------------------------------------- |
| Jahr                                              |                                              |                                              |                                              | Einwohner                                    |
| 1950                                              | 1950                                         |                                              | 530                                          | 530                                          |
| 1956                                              | 1956                                         |                                              | 630                                          | 630                                          |
| 1961                                              | 1961                                         |                                              | 753                                          | 753                                          |
| 1967                                              | 1967                                         |                                              | 771                                          | 771                                          |
| 1980                                              | 1980                                         |                                              | ?                                            | ?                                            |
| 1990                                              | 1990                                         |                                              | ?                                            | ?                                            |
| 2000                                              | 2000                                         |                                              | ?                                            | ?                                            |
| 2011                                              | 2011                                         |                                              | 744                                          | 744                                          |
| 2016                                              | 2016                                         |                                              | 736                                          | 736                                          |
| 2021                                              | 2021                                         |                                              | 714                                          | 714                                          |
| 2024                                              | 2024                                         |                                              | 688                                          | 688                                          |
| Quelle(n): LAGIS; Stadt Schwalmstadt; Zensus 2011 |                                              |                                              |                                              |                                              |

### Historische Erwerbstätigkeit
| • 1960: | Erwerbspersonen: 5 Land- und Forstwirtschaft, 237 produzierendes Gewerbe, 46 Handel und Verkehr, 34 Dienstleistungen und Sonstiges |

### Historische Religionszugehörigkeit
| • 1960: 324 evangelische (= 43,03 %), 408 katholische (= 54,18 %) Einwohner |

## Politik
Für Trutzhain besteht ein Ortsbezirk (Gebiete der ehemaligen Gemeinde Trutzhain) mit Ortsbeirat und Ortsvorsteher nach der Hessischen Gemeindeordnung.
Der Ortsbeirat besteht aus sieben Mitgliedern. Bei den Kommunalwahlen in Hessen 2021 betrug die Wahlbeteiligung zum Ortsbeirat 55,30 %. Es erhielten die SPD mit 32,98 % der Stimmen zwei Sitze, das „Team Trutzhain“ (TT) mit 60,51 % vier Sitze und die „Freien Wähler“ mit 6,51 % einen Sitz. Der Ortsbeirat wählte Ove Glänzer (TT) zum Ortsvorsteher.

## Kultur und Sehenswürdigkeiten
Für die Kulturdenkmale des Ortes siehe Liste der Kulturdenkmäler in Trutzhain.

### Kirchliches Leben und Brauchtum

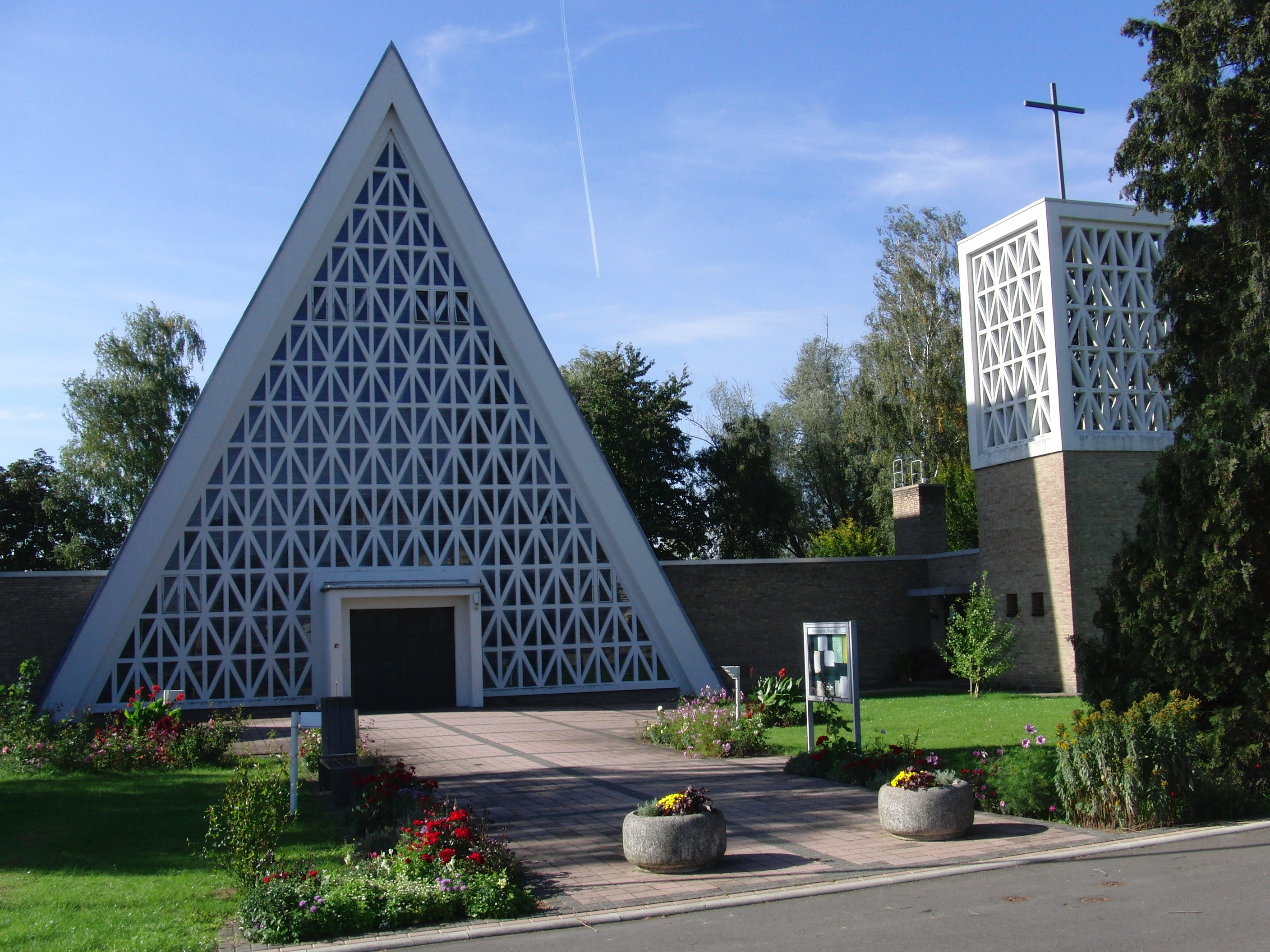
Wallfahrtskirche Maria Hilf

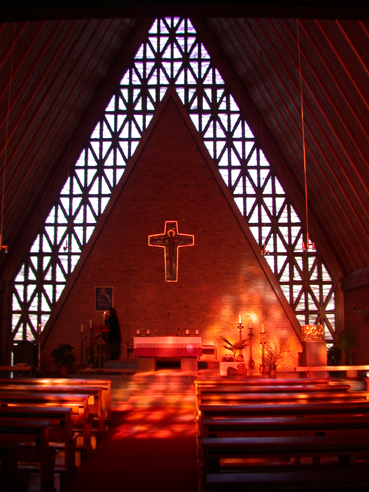
Kircheninneres

Seit 1949/1950 wird an jedem ersten Sonntag im Juli die Quinauer Wallfahrt in Trutzhain begangen. Heimatvertriebene aus Komotau (Tschechien) hatten diese Wallfahrt bereits zur Zeit der Flüchtlingssiedlung, noch vor der Gemeindewerdung, mit nach Trutzhain gebracht. In der von ihnen schon 1949 in einer Baracke eingerichteten Vorgängerkirche der Maria-Hilf-Kirche war das Gnadenbild der schwangeren Madonna zu sehen; seit 1965 befindet es sich in dem in diesem Jahre eingeweihten Neubau der Kirche. 2006 wurde der Pfarrverbund Maria Hilf Schwalmstadt gebildet; ihm gehören vier katholische Pfarrkuratien und drei Seelsorgestellen im Altkreis Ziegenhain an. Die Quinauer Wallfahrt in Trutzhain ist seitdem auch Pastoralverbundswallfahrt. Die Wallfahrt wird in Trutzhain und im tschechischen Květnov gefeiert, und beide Gemeinden stehen miteinander in Kontakt. Trutzhain als Wallfahrtsort und die Maria-Hilf-Kirche als Wallfahrtskirche sind kirchenrechtlich anerkannt. Die Gründung eines kleinen Klosters durch den Orden der Oblati Mariae Immaculatae im Jahre 2009 in Schwalmstadt-Ziegenhain ist auf die Wallfahrt in Trutzhain zurückzuführen.
Die Evangelische Kirchengemeinde traf sich zunächst in einer improvisierten Lagerkirche und konnte 1957 ihre neu errichtete Kirche einweihen.  Das von der Evangelischen Kirche von Kurhessen-Waldeck (EKKW) errichtete „Evangelische Pfarramt Steinatal in Trutzhain“ war auch für das nahe Dorf Steina und für die Melanchthonschule Steinatal der EKKW zuständig.
Trutzhain ist Sitz des Zweigvereins Hessen des Mährisch-Schlesischen Sudetengebirgsvereins. Zu ihm gehört auch das Wanderheim Hergertsmühle im Knüllgebirge bei Neukirchen-Seigertshausen.

### Frieden und Aussöhnung
Im Rahmen eines ökumenischen Festgottesdienstes reichten sich 1970 in der Wallfahrtskirche Maria-Hilf ehemalige Kriegsgegner die Hände. Auf Einladung der Kyffhäuserkameradschaft Trutzhain besuchten ehemalige französische Kriegsgefangene erstmals Trutzhain. Seitdem entstanden viele Kontakte zwischen heimatvertriebenen Trutzhainern und ehemaligen französischen Kriegsgefangenen. Durch die Zusammenarbeit entstand 1983 das „Museum für den Frieden“.
Durch die heimatvertriebenen Pilger entstanden auch schon früh Kontakte zwischen der Trutzhainer Kirchengemeinde und denen in Görkau/Jirkov und Komotau. Nach dem Fall des Eisernen Vorhangs 1990 pilgerten Heimatvertriebene auch wieder nach Quinau/Květnov zur Wallfahrt. 2005 besuchte erstmals eine Jugendgruppe aus dem Kreis Komotau Trutzhain. 2008 nahm erstmals auch ein Pfarrer aus Květnov an der Wallfahrt in Trutzhain teil.
Entsprechende Versöhnungsarbeit und Kontakte zu den Familien der im Lager umgekommenen Bürger der UdSSR fielen schwerer. Erst spät begann man mit Versuchen, die Namen der sowjetischen Lagerinsassen zu ermitteln. Aufgrund kirchlicher Denkschriften und der Ostpolitik der Bundesregierung in den 1970er Jahren kam es zu ersten Begegnungen.

## Persönlichkeiten
- Martin Grzimek (* 8. April 1950 in Trutzhain), Schriftsteller
- Horst Munk (†), 2003 Bundesverdienstkreuz der Bundesrepublik Deutschland für die Aussöhnung zwischen ehemaligen Kriegsgegnern
- Pierre Dentin (* 12. August 1911; † 9. Mai 2000), Kriegsgefangener, Seelsorger und Vertrauensmann der französischen Kriegsgefangenen und Initiator der Aussöhnung zwischen den französischen Kriegsgefangenen und den Heimatvertriebenen Trutzhainern, Mitbegründer des Museums für den Frieden in Trutzhain 1983, ausgezeichnet mit dem Bundesverdienstkreuz der Bundesrepublik Deutschland 1985, Straßenbenennung „Abbé-Pierre-Dentin-Allee“ 2001.
- Esther Safran Foer wurde am 17. März 1946 in Łódź geboren und verbrachte vom September 1946 an ihre ersten Lebensjahre im DP-Lager Ziegenhain. In ihrem Buch Ihr sollt wissen, dass wir noch da sind berichtet sie darüber, dass Ziegenhain auch fälschlicherweise als Geburtsort in ihrer Geburtsurkunde steht. 1949 konnte sie mit ihren Eltern das Lager verlassen und in die USA einreisen. Esther Safran Foer ist die Mutter des Schriftstellers Jonathan Safran Foer.
- Ruwen „Robbi“ Waks wurde im September 1947 als erstes Kind im DP-Lager geboren. Seine Geschichte und die seiner Familie ist der rote Faden des Buches von Hans-Peter Föhrding und Heinz Verführt (siehe unten). Der israelische Historiker ist im Internet sehr präsent und erzählt Teile seiner Geschichte auch in einem dreiviertelstündigen Interview, das über die Mediathek von ARD-alpha zugänglich ist.[15]